# Armenisk mytologi

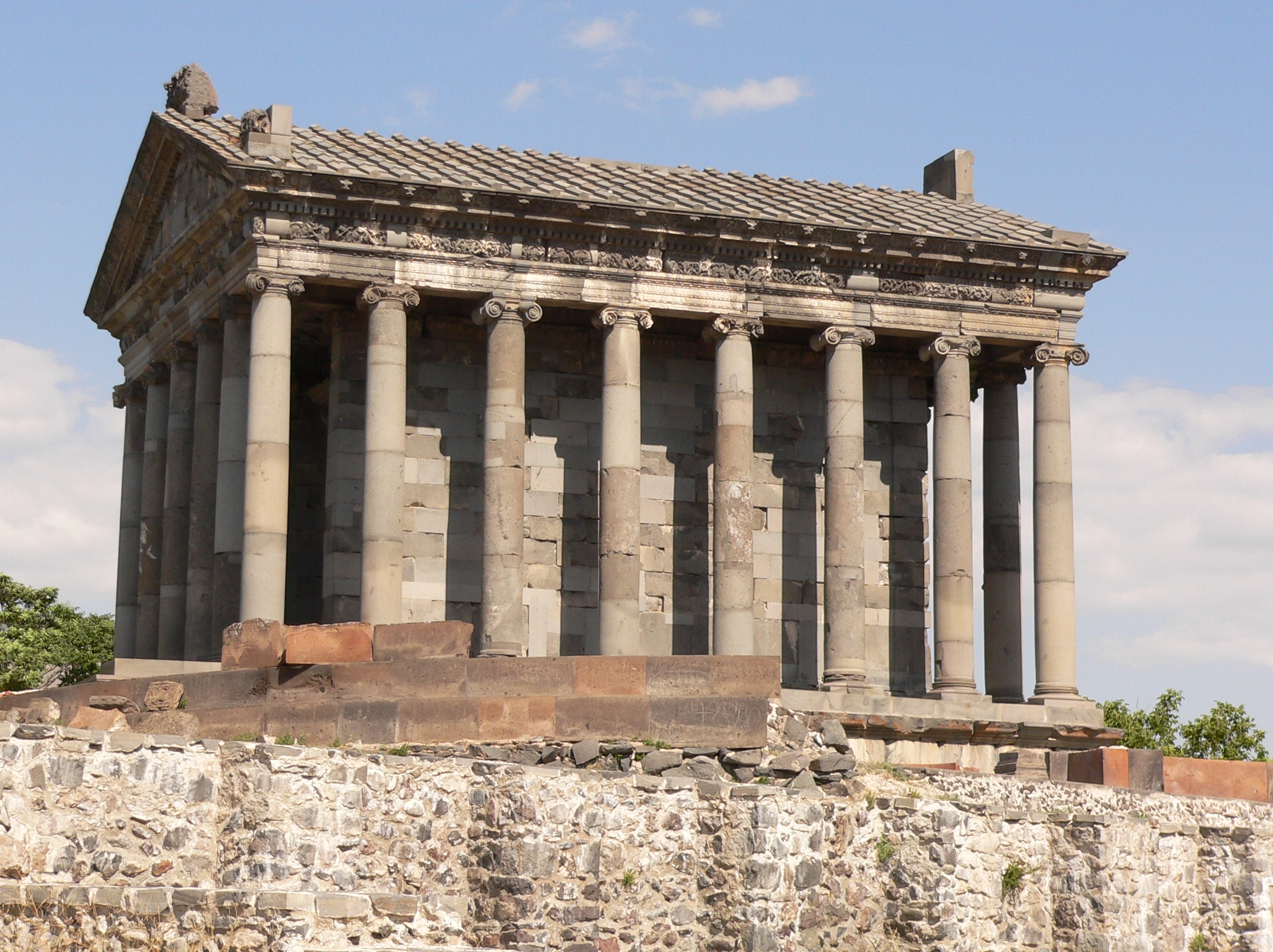
Templet i Garni.

Armenisk mytologi bildar den religion som utövades av armenierna, innan Armenien antog kristendomen som statsreligion år 301 e.Kr. Den armeniska religionen härstammade från urindoeuropeisk mytologi, som sedan vidareutvecklades till en specifik religion. Den kom under olika tidsperioder att inkorporera gudar och seder från hurriterna, urartu, mesopotamisk religion, grekisk religion och persisk religion.
Det armeniska gudapanteonet, som ursprungligen dyrkades av proto-armenierna, hämtade sina viktigaste drag från de religiösa föreställningarna och mytologierna hos både protoindoeuropéerna och folken i det armeniska höglandet. Historiker har identifierat ett betydande antal indoeuropeiska ord och uttryck som användes i de armeniska hedniska riterna. De äldsta kända kulterna tros ha tillbett en skapargud vid namn Ar (eller möjligen Ara), som förkroppsligades i solen (Arev eller Areg). De forntida armenierna kallade sig själva 'solens barn'. Bland de tidigaste formerna av indoeuropeiskt präglad dyrkan återfinns även kulten av örnen, lejonet och himlen.
Efter etableringen av persisk dominans i Armenien under the första årtusendet f.Kr. hade persisk zoroastrism ett stort inflytande på armenisk religion. Fram till den sena parthiska perioden praktiserades i de armeniska områdena en synkretisk form av mazdaism, där iranska religiösa föreställningar kombinerades med traditionella armeniska trosuppfattningar. Exempelvis ersattes den högsta guden i det armeniska panteonet, Vanatur, av Aramazd, den parthiska formen av Ahura Mazda, men den armeniska versionen av Aramazd behöll många inhemska drag. På liknande sätt ersattes den traditionella armeniska fruktbarhetsgudinnan Nar av Anahit, som möjligen härstammar från den persiska Anahita, även om den armeniska gudinnan i sin natur var klart åtskild från sin iranska motsvarighet.
Under den hellenistiska perioden (3:e-1:a århundradet f.Kr.) kom de forntida armeniska gudarna att identifieras med motsvarande gestalter i den grekiska mytologin: Aramazd med Zeus, Anahit med Artemis, Vahagn med Herakles, Astghik med Afrodite, Nane med Athena, Mihr med Hefaistos och Tir med Apollo.
Efter det formella antagandet av kristendomen på 300-talet e.Kr., och efter en period av omfattande förföljelser, kom de forntida myterna och trosföreställningarna att närma sig de kristna lärorna. Bibliska gestalter övertog många av de arkaiska gudarnas och andarnas funktioner. Exempelvis ärvde Johannes Döparen vissa attributer från Vahagn och Tir, medan ärkeängeln Gabriel tog över element som tidigare förknippades med Vahagn.
Grundläggande information om armeniska hedniska traditioner bevarades i verk av många antika grekiska författare som Platon, Herodatos, Xenofon och Strabo.

## De mest framträdande gudarna i armenisk folkmytologi.
1. Aramazd
2. Anahit
3. Vahagn
4. Astghik
5. Nane
6. Mhir
7. Tir
8. Vanatur
9. Spandaramet
10. Amanor